# Coleophora biskraensis
Coleophora biskraensis é uma espécie de mariposa do gênero Coleophora pertencente à família Coleophoridae.